# Dajç (Shkodër)
Dajç (forma definida albanesa: Dajçi) es una localidad albanesa del condado de Shkodër. Se encuentra situada en el norte del país y desde 2015 está constituida como una unidad administrativa del municipio de Shkodër. A finales de 2011, el territorio de la actual unidad administrativa tenía 3885 habitantes.
La unidad administrativa incluye, además de Dajç, los pueblos de Darragjat, Belaj, Mali i Gjymtit, Mushan, Pentar, Rrushkull, Samrisht i Ri, Samrisht i Sipërm, Sukë Dajç y Shirq.
El pueblo se ubica unos 10 km al suroeste de la ciudad de Shkodër, a orillas del río Bojana. El territorio de la unidad administrativa es fronterizo con Montenegro, marcando el mismo río la frontera.